# Wellensteyn

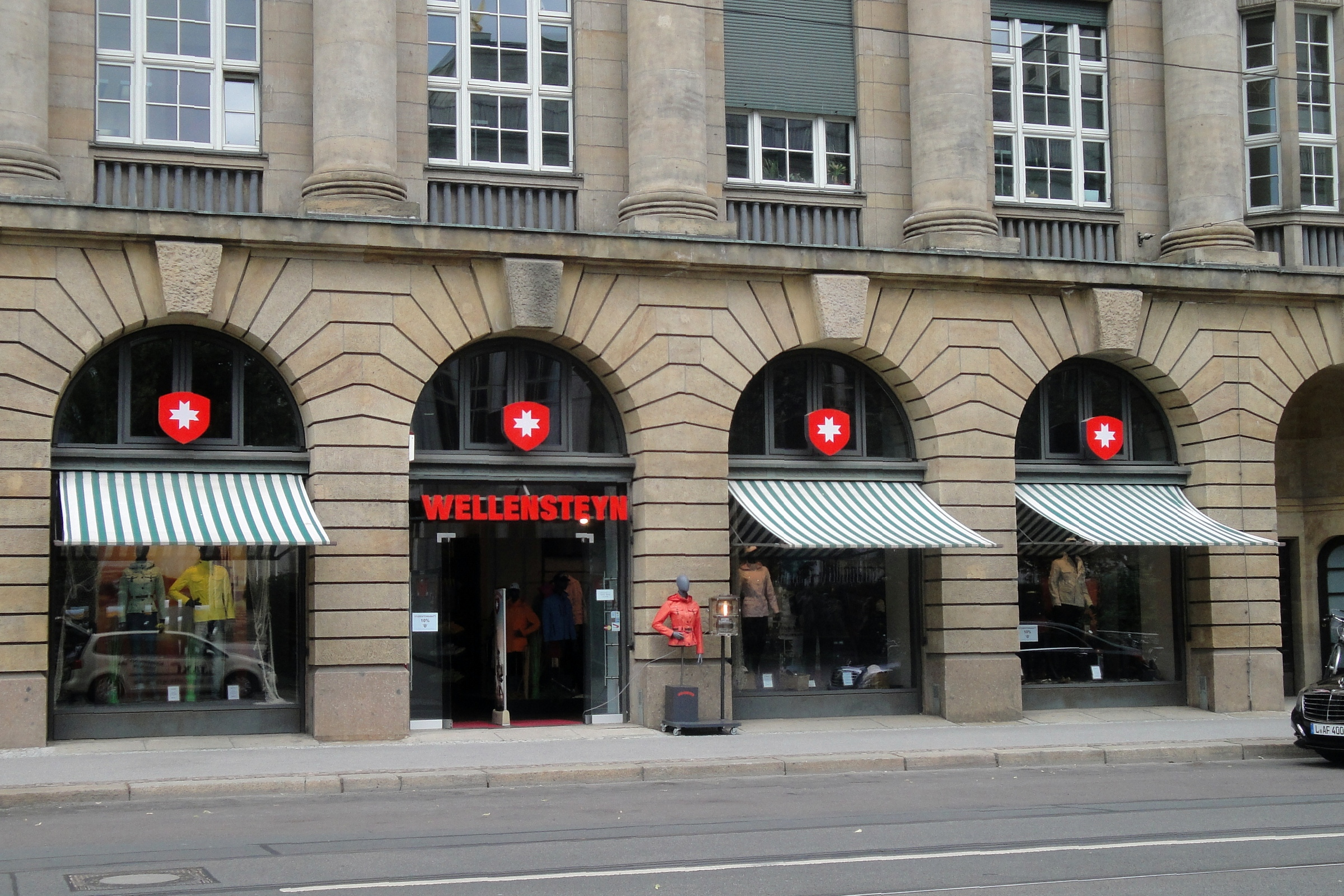
Ehemaliger Wellensteyn-Store in Leipzig, Franz-Mehring-Haus, Goethestraße 3–5 (2016)

Die Wellensteyn International GmbH & Co. KG ist ein deutsches Textilunternehmen mit Sitz in Norderstedt, das 2001 von Thomas Wuttke gegründet wurde. Es geht auf ein Unternehmen zurück, das in den 1940er Jahren von seinem Großvater Adolf Wuttke gegründet worden war.

## Firmengeschichte
Der Gründer des Mutterunternehmens war Adolf Wuttke, ein Hamburger Schweißdrahthändler, welcher neben mechanischen Geräten zur Tiefseeforschung auch robuste Parkas für Werftarbeiter verkaufte.
Ab 1986 arbeitete Thomas Wuttke, der Enkel des Gründers, im Unternehmen Adolf Wuttke GmbH. Ab 1998 entwickelte er das Wellensteyn-Logo, ein weißes Kreuz auf rotem Hintergrund ähnlich dem Schweizerwappen und dem Malteserkreuz. Die ebenfalls in dieser Zeit entstandene Marke Wellensteyn soll die Wörter Welle und Stein und damit „Bewegung“ und „Beständigkeit“ miteinander verknüpfen. Ab 1998 begann er damit, modische Jacken zu entwickeln, die zunächst in Indien produziert wurden. Kurz darauf wurde die Produktion nach China verlagert, wo sie weiterhin ansässig ist. 2001 wurde das eigenständige Unternehmen Wellensteyn gegründet. 2008 waren die Jacken deutschlandweit bei 1500 Einzelhändlern im Angebot.
2017 wurde vom Bundeskartellamt gegen Wellensteyn und Peek & Cloppenburg (Düsseldorf) eine Geldbuße in Höhe von 10,9 Mio. Euro wegen unerlaubter Preisbindungen verhängt. Die Verstöße wurden von 2008 bis 2013 begangen.